# 新卢斯海姆
新卢斯海姆是德国巴登-符腾堡州的一个市镇。总面积3.38平方公里，总人口6623人，其中男性3234人，女性3389人（2011年12月31日），人口密度1 959人/平方公里。